# 242.ª Brigada Mixta (Ejército Popular de la República)
La 242.ª Brigada Mixta fue una de las Brigada Mixtas creadas por el Ejército Popular para la defensa de la Segunda República Española. Fue una de las últimas Brigadas Mixtas creadas en la guerra y precisamente es esa la causa de su corta vida operativa.

## Historial
A finales de 1938 de decidió la creación en Vich de la 242.ª Brigada Mixta, aunque al iniciarse la Campaña de Cataluña su constitución hallaba muy retrasada debido, sobre todo, al elevado número de desertores que se produjo entre los últimos reemplazos llamados a filas. La instrucción de la unidad se hizo bajo el mando del Mayor de milicias Lucio Doménech Martínez, pero cuando la brigada se dirigió al frente de batalla lo hizo bajo el Mayor de milicias Julio Marín Serrano. Como todas las Brigadas Mixtas creadas a última hora, formaría sus cuadros de oficiales mayoritariamente con los de la escala de complemento. El 27 de enero de 1939 intentó establecer una línea defensiva a lo largo del curso inferior del río Tordera, pero el 1 de febrero perdió Hostalrich y Blanes, e incluso uno de sus batallones se pasó al completo al enemigo.
Tras este combate, la unidad quedó prácticamente fuera de combate

## Mandos
- Mayor de milicias Lucio Doménech Martínez, solo estuvo al mando en el periodo de instrucción de la unidad.[1]
- Mayor de milicias Julio Marín Serrano, recibió el mando cuando la brigada entró en combate.